# Hypsignathus monstrosus
Hypsignathus monstrosus är en däggdjursart som beskrevs av Harrison Allen 1861. Hypsignathus monstrosus, även kallad hammarhuvad flyghund, är ensam i släktet Hypsignathus som ingår i familjen flyghundar. Inga underarter finns listade.

## Utseende
Hannar av denna art kännetecknas av ett fyrkantigt huvud medan honornas huvud påminner om rävens skalle. Hannar har dessutom påfallande stora läppar. Med en genomsnittlig vikt av 420 gram är hannar även tydlig större än honor som blir cirka 235 gram tunga. Kroppslängden (huvud och bål) för båda kön varierar mellan 19 och 30 cm, svansen saknas. De största hannar når en vingspann av 91 cm. Pälsen har övervägande en brun till gråbrun färg och vid öronens ansats finns en vit fläck.

## Utbredning och habitat
Arten förekommer i centrala och västra Afrika söder om Sahelzonen. Utbredningsområdet sträcker sig från Guinea-Bissau till Uganda och söderut till västra Angola. I bergstrakter når Hypsignathus monstrosus 1800 meter över havet. Habitatet utgörs av regnskogar, träskmarker, mangrove, mera torra skogar och fuktiga savanner med trädgrupper.

## Ekologi
Individerna vilar vanligen i trädens kronor och ibland i grottor. De söker sin föda några kilometer från viloplatsen. Födan utgörs av frukternas juice och i sällsynta fall av småfåglar.
I västra Afrika har arten två parningstider. Den första från juni till augusti och den andra mellan december och februari. Under dessa tider bildas flockar med upp till 132 medlemmar men varje individ håller cirka 10 meter avstånd från sina artfränder. Hannar skapar höga läten för att locka en hona till sig. Honor föder vanligen en unge per kull eller sällan tvillingar. Ungen väger cirka 40 gram vid födelsen. Honor blir efter 0,5 och hannar efter 1,5 år könsmogna.

## Hot och status
Hypsignathus monstrosus jagas i vissa regioner för köttets skull. I några områden hotas den av skogsavverkningar. IUCN kategoriserar arten globalt som livskraftig.